# Antonio Genovesi
Antonio Genovesi, né le 1er novembre 1712 à Castiglione et mort le 22 septembre 1769, est un philosophe et économiste napolitain.

## Biographie
Né à Castiglione, en Campanie, en 1713, Genovesi est ordonné diacre à Salerne en 1736 et devient enseignant de rhétorique. En 1738, il est ordonné prêtre et déménage à Naples. L'année suivante, il ouvre une école privée de métaphysique et de théologie dans la ville. C'est à cette époque qu'il entre en contact avec le plus grand philosophe du temps, Giambattista Vico.
En 1741, Genovesi est nommé à la chaire de métaphysique de l'université de Naples. Il est l'un des tout premiers professeurs italiens du temps à donner ses cours non pas en latin mais en italien. Il s’attire de nombreux adversaires par la publication de quelques écrits en latin sur la métaphysique, ou il adopte les principes de Galilée, de Grotius et de Newton : certains considèrent ses positions comme hérétiques et il doit recourir au soutien de l'archevêque de Tarente Celestino Galiani, son ami, et du pape en personne, le progressiste Benoît XIV, pour conserver son poste et faire taire la polémique. Malgré tout, en 1745 il décide d'abandonner la chaire de métaphysique pour celle d'éthique, auparavant occupée par Vico.

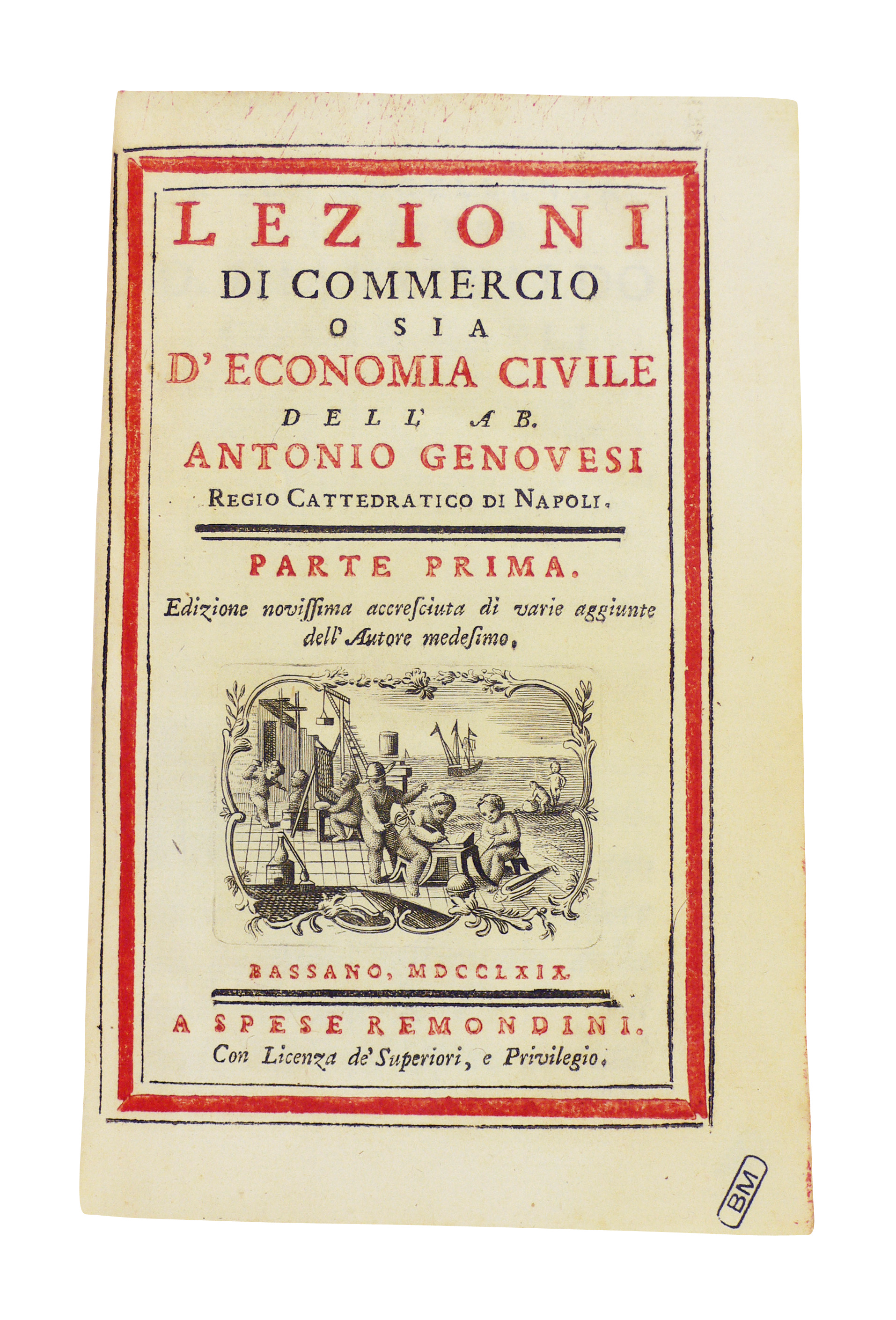
Lezioni di commercio, 1769.

Dans les années 1750 son intérêt se déplace de la philosophie à l'économie politique. Genovesi devient le premier titulaire de la chaire de commerce et mécanique, créée pour lui en 1755 grâce à des fonds privés : il s'agit de la plus ancienne chaire d'économie institutionnelle en Europe. Dans ses Lezioni di Commercio (1765), un des premiers ouvrages modernes d'économie, Il se fait l'avocat d'une politique économique plus libérale favorisant les échanges et prend position pour des réformes dans les secteurs de l'éducation, de l'agriculture et du commerce.
Genovesi meurt à Naples le 22 septembre 1769. Son corps est déposé dans la crypte de l'église Sant'Eframo Nuovo par son ami le savant Raimondo di Sangro.
Genovesi a eu parmi ses élèves le marquis Giuseppe Palmieri, théoricien de l'économie et futur ministre des finances du royaume de Naples, Francesco Mario Pagano, philosophe du droit, principal représentant des Lumières à Naples et inspirateur de la République parthénopéenne, ainsi que Pascal Paoli libérant la Corse de l'occupation génoise en créant une constitution en 1755.

## Œuvres philosophiques
- (it) Elementa scientiarum metaphysicarum, Naples, 1743 ;
- (it) De arte logica, Naples, 1745 ;
- (it) Meditazioni filosofiche, Naples, 1758 ;
- (it) Lettere accademiche sulla questione se gli ignoranti sono più felici dei dotti, Naples, 1764 ;Cet écrit réfute les thèses du Discours de Jean-Jacques Rousseau sur l’influence des arts et des sciences.
- (it) Lezioni di commercio, o di economia civile, Naples, 1765-1767 ;
- (it) Logica della gioventù, Naples,1766 ;
- (it) Trattato delle scienze metafisiche, Naples, 1766 ;
- (it) Dykaeosine, ovvero scienza dei diritti e dei doveri dell’ uomo, traité de morale, Naples, 1767.